# 众赞歌前奏曲
众赞歌前奏曲，是指在教徒们集体合唱众赞歌（四聲部聖詠）之前，由管风琴师演奏的前奏曲，在其中管风琴师需要演奏众赞歌的旋律，以帮助那些教徒们回想起来，保证大家能够都跟着唱后面的众赞歌。众赞歌前奏曲最初只是简单的演奏众赞歌旋律，后来管风琴师往往在其中加入很多的对位声部，使之逐渐成为一种独立的艺术体裁。
众赞歌前奏曲常见的形式可以分为两种，区别在于对于原众赞歌旋律的引用。一种众赞歌前奏曲完全引用众赞歌旋律，并且多次重复，在此基础上，以其他的旋律编织成复杂精致的对位结构；另一种只是引用众赞歌开头的几个小节，起到提示会众的作用，而真正的旋律则由这几个小节发展而来。另外巴赫早期的众赞歌前奏曲有一些写成较为少见的“众赞歌帕蒂塔”的形式，这里的帕蒂塔指的是一组变奏曲，每一次的变奏都是使用主题的一种变形，来解释众赞歌的一个诗节，或者再现诗节描写的意象，所有的变奏加在一起，恰好是诗节的数目，例如他为《耶稣躺在枯骨堆中》写的BWV.718。

## 歷史
聖詠前奏曲主要在德國發展，最早可以追溯回16世紀，管風琴本為教堂聖歌之詠唱而服務，但新教教會的儀式使得人聲與風琴的關係慢慢分離，造成17世紀初時，風琴使用著跟人聲一模一樣的樂譜，卻要分開輪流演奏的窘況。而有些管風琴家如夏伊特（Samuel Scheidt 1587～1657），為了追求風琴獨立的發展，開始脫離聲樂風格的單純模仿，進而探討更自由的形式和技法。聖詠前奏曲便是此後風琴聖詠曲最具代表性的形式，在巴赫以前，則有北德的布克斯特胡德與中德的帕海貝爾為代表，以截然不同的風格寫作；雷因肯、伯姆等人也做出諸多贡献，但是巴赫的成就超越了他所有的前辈，把众赞歌前奏曲推上了空前绝后的高峰，在他之后，勃拉姆斯创作的最后一部作品，也是11首众赞歌前奏曲，在英国也有一些作曲家曾创作众赞歌前奏曲。